# Le Nouvion-en-Thiérache
Le Nouvion-en-Thiérache je francouzská obec v departementu Aisne v regionu Hauts-de-France. V roce 2011 zde žilo 2 804 obyvatel.

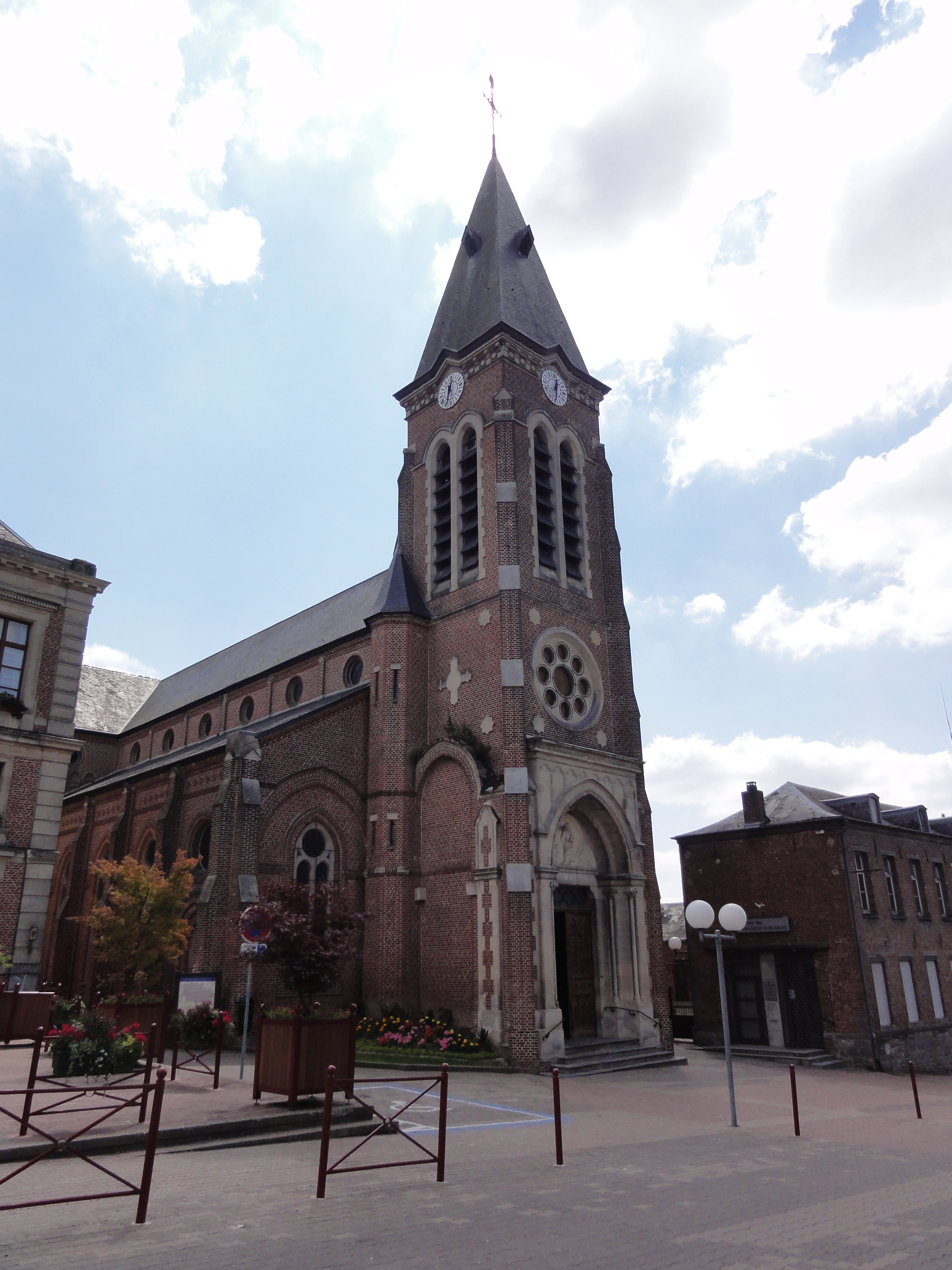
Église St Denis.

V obci se nachází zámek Le Chateau des Ducs d'Orléans a kostel Église St Denis.

## Sousední obce
Barzy-en-Thiérache, Beaurepaire-sur-Sambre (Nord), Boué, Buironfosse, Esquéhéries, La Flamengrie, Fontenelle, Leschelle, Papleux

## Vývoj počtu obyvatel
Počet obyvatel 